# Acantholochus crevalleus
Acantholochus crevalleus är en kräftdjursart som först beskrevs av R. Cressey 1981.  Acantholochus crevalleus ingår i släktet Acantholochus och familjen Bomolochidae. Inga underarter finns listade i Catalogue of Life.